# Adolf Patera (chemik)
Adolf Patera (11. července 1819 Vídeň – 26. června 1894 Český Těšín
) byl c. k. dvorním radou, chemikem, mineralogem, metalurgem a ředitelem Urangelbfabrik v Jáchymově.

## Život a studia
V letech 1839–1843 studoval na Báňské akademii v Schemnitz (Banská Štiavnica). Jako adjunkt na příbramské báňské akademii vypracoval v roce 1847 levný postup extrakce uranových barev ze surové rudniny. Zároveň objevil postup extrakce vanadu, kobaltu, niklu a bismutu z jáchymovské rudy. Na základě této práce byl přeložen do Jáchymova, kde upravil stříbrnou huť na Urangelbfabrik.

## Působení v Jáchymově
V Jáchymově působil jako ředitel továrny na uranové barvy, kde spolupracoval s chemikem Arnoštem Vysokým, který byl v továrně nejprve hutním kontrolorem a později hutním správcem. Továrna na uranové barvy zahájila činnost v roce 1853 v bývalé Lintackerově stříbrné huti z roku 1517. Vyráběla se zde uranová žluť podle receptu vynalezeného Paterou. Tato barva se používala k zabarvování skla a k malování na porcelán.

## Závěr života
Po odchodu z Jáchymova byl jmenován ředitelem Státní metalurgické laboratoře ve Vídni. Po penzionování se odstěhoval k dceři do Českého Těšína, kde 26. července 1894 zemřel.